# Struthanthus maricensis
Struthanthus maricensis är en tvåhjärtbladig växtart som beskrevs av Carlos Toledo Rizzini. Struthanthus maricensis ingår i släktet Struthanthus och familjen Loranthaceae. Inga underarter finns listade i Catalogue of Life.